# Logica dominante
Logica dominante è il primo EP del gruppo Hardcore punk Affluente, pubblicato nel 1993.

## Tracce
1. Democrazia (A. Rimbaud)
2. Società affluente
3. Donna, para il culo!
4. Legge dei ricchi
5. Con Dio dalla tua parte
6. Muori nel dolore